# Neilson Powless
Neilson Powless (Eglin, 3 september 1996) is een Amerikaans wielrenner die anno 2023 rijdt voor EF Education-EasyPost.

## Carrière
In 2016 wist Powless, zonder een etappe te winnen, de Joe Martin Stage Race te winnen. In de eerste etappe, een korte tijdrit over 4,8 kilometer, werd hij vierde en moest hij slechts elf seconden toegeven op winnaar Janier Acevedo. Een dag later finishte hij net voor een breukje in het peloton als twintigste. Een derde plaats in de massasprint in de derde etappe en een tweede plaats in de laatste etappe zorgden ervoor dat Powless bovenaan het klassement eindige, voor Nigel Ellsay en Acevedo. Twee weken later werd Powless tweede in het jongerenklassement in de Ronde van de Gila, ruim drie minuten achter ploeggenoot Tao Geoghegan Hart. Nog een week later won de Amerikaan het jongerenklassement in de Ronde van Californië. In het algemeen klassement eindigde hij op de negende plaats, waarmee hij de bestgeklasseerde continentale renner was. In juni won Powless deel A van de derde etappe, een individuele tijdrit over negentien kilometer, in de Tour de Beauce. Robin Carpenter eindigde op slechts één seconde als tweede. In de Ronde van de Toekomst wist Powless de laatste etappe, met aankomst bergop, te winnen door Lucas Hamilton negen seconden voor te blijven. Daardoor klom hij naar de achttiende plaats in het algemeen klassement. In oktober werd hij zesde in de tijdrit voor beloften op het wereldkampioenschap.
In april 2017 won Powless de individuele tijdrit in de Triptyque des Monts et Châteaux, voor Eddie Dunbar en Tom Wirtgen. Later die maand werd hij onder meer tiende in de Ronde van Vlaanderen voor beloften en zesde in de beloftenversie van Luik-Bastenaken-Luik en won hij de Grote Prijs van Palio del Recioto. In de Ronde van Italië voor beloften won Powless de eerste etappe, waarna hij de leiderstrui twee dagen mocht dragen. Na de derde etappe nam Pavel Sivakov de leiding in het algemeen klassement over. Op de Amerikaanse kampioenschappen wielrennen werd Powless, achter Joey Rosskopf en Brent Bookwalter, derde in de tijdrit bij de eliterenners. Twee dagen later was enkel Larry Warbasse sneller in de wegwedstrijd. Een kleine week later werd Powless ook derde in de tijdrit voor beloften, ditmaal achter Brandon McNulty en William Barta. De wegwedstrijd won hij wel, voor Gage Hecht en Brendan Rhim. In de zevendaagse Ronde van Utah eindigde Powless op de vierde plaats in het algemeen klassement. In september, ruim een week nadat bekend werd dat hij een contract voor twee jaar bij Team LottoNL-Jumbo had getekend, werd hij negende in de tijdrit voor beloften op het wereldkampioenschap. 

## Resultaten in voornaamste wedstrijden
| Jaar | Ronde van Italië | Ronde van Frankrijk | Ronde van Spanje |
| ---- | ---------------- | ------------------- | ---------------- |
| 2018 |                  |                     |                  |
| 2019 |                  |                     | 31e              |
| 2020 |                  | 56e                 |                  |
| 2021 |                  | 43e                 |                  |
| 2022 |                  | 13e                 |                  |
| 2023 |                  | 66e                 |                  |
| 2024 |                  | 59e                 |                  |
| 2025 |                  | 47e                 |                  |

| Jaar | Milaan-San Remo | Ronde van Vlaanderen | Amstel Gold Race | Luik-Bast.‑Luik | Ronde van Lombardije | Clásica San Sebastián | Waalse Pijl | Dwars door Vlaanderen |  | WK op de weg |
| ---- | --------------- | -------------------- | ---------------- | --------------- | -------------------- | --------------------- | ----------- | --------------------- |  | ------------ |
| 2018 | 83e             |                      |                  |                 |                      |                       |             |                       |  |              |
| 2019 |                 |                      |                  |                 | 62e                  |                       |             |                       |  | 41e          |
| 2020 |                 |                      |                  | 92e             |                      |                       |             |                       |  | opgave       |
| 2021 |                 |                      |                  |                 | 51e                  | ↑                     |             |                       |  | 5e           |
| 2022 |                 |                      |                  | 8e              | 34e                  |                       | 19e         |                       |  | 18e          |
| 2023 | 7e              | 5e                   | opgave           | 65e             |                      | 4e                    | opgave      | ↑                     |  | 11e          |
| 2024 |                 |                      |                  |                 | 8e                   | 6e                    |             |                       |  | 39e          |
| 2025 | 37e             | 42e                  | 13e              | 10e             |                      | 6e                    | 45e         | ↑                     |  |              |

## Ploegen
- 2016 –  Axeon Hagens Berman
- 2017 –  Axeon Hagens Berman
- 2018 –  Team LottoNL-Jumbo
- 2019 –  Team Jumbo-Visma
- 2020 –  EF Education First Pro Cycling
- 2021 –  EF Education-Nippo
- 2022 –  EF Education-EasyPost
- 2023 –  EF Education-EasyPost
- 2024 –  EF Education-EasyPost
- 2025 –  EF Education-EasyPost

Barta · Brown · Costa · Curran · Daniel · Dunbar · Geoghegan Hart · Guerreiro · Joyce · Neilands · O'Donnell · Oien · Owen · Powless · Williams · Young
Anderson · Barta · Blevins · Brown · Costa · Curran · Dunbar · Garrison · Lawless · Narváez · I. Oliveira · R. Oliveira · Owen · Powless · Rice · Young
Battaglin · Bennett · Boom · Bouwman · Clement · De Tier · Eenkhoorn · van Emden · Gesink · Groenewegen · Jansen · Kruijswijk · Kuss · Leezer · Lindeman · Martens · Olivier · van Poppel · Powless · Roglič · Roosen · Tankink · Tolhoek · Van Hoecke · Wagner · Wynants
Bennett · Bettiol · Caicedo · Carthy · Clarke · Cort · Craddock · Docker · Guerreiro · Halvorsen · Higuita · Hofland · Howes · Kangert · Keukeleire · Langeveld · Martínez · Morton · Owen · Powless · Rutsch · Scully · Urán · Van den Berg · Van Garderen · Vanmarcke · Villalobos (tot 1 augustus) · Whelan · Woods · Bissegger (stagiair)
Arroyave Cañas · Barta · Beppu · Van den Berg · Bettiol · Bissegger · Caicedo · Camargo · Carr · Carthy · Cort · Craddock · Docker · El Fares · Van Garderen tot en met 21 juni · Guerreiro · Higuita · Hofland · Howes · Keukeleire · Langeveld · Morton · Nakane · Owen · Powless · Rutsch · Scully · Urán · Valgren · Whelan
Arroyave Cañas · Bettiol · Bissegger   · Caicedo · Camargo · Carr · Carthy · Cepeda (vanaf 1/8) · Chaves · Cort · Doull · Eiking · Guerreiro · Healy · Howes (tot 31/7) · Keukeleire · Kudus · Langeveld · Morton (tot 31/7) · Nakane · Padun · Piccolo (vanaf 1/8) · Powless · Quinn · Rutsch · Scully · Shaw · Steinhauser · Urán · Valgren · J. van den Berg · M. van den Berg · Wiśniowski
Amador · Bettiol · Bissegger   · Caicedo · Camargo · Carapaz · Carr · Carthy · Cepeda · Chaves · Cort · de Bod · Doull · Eiking · Healy · Honoré · Keukeleire · Kudus · Padun · Piccolo · Powless · Quinn · Rutsch · Scully · Shaw · Steinhauser · Urán · J. van den Berg · M. van den Berg · Wiśniowski · van der Lee (stagiair)
Amador · Beloki · Bettiol(tot 14/8) · Bissegger · Carapaz · Carr · Carthy · Cepeda · Chaves · Costa · de Bod · Doull · Healy · Honoré · Nerurkar · Piccolo(tot 21/6) · Powless · Quinn · Rafferty · Rootkin-Gray · Rutsch · Ryan · Shaw · Steinhauser · Sweeny · Todome · Urán · Valgren · van den Berg · van der Lee · Hlady (stagiair) · Lovidius (stagiair)